# Clima de Carolina del Norte

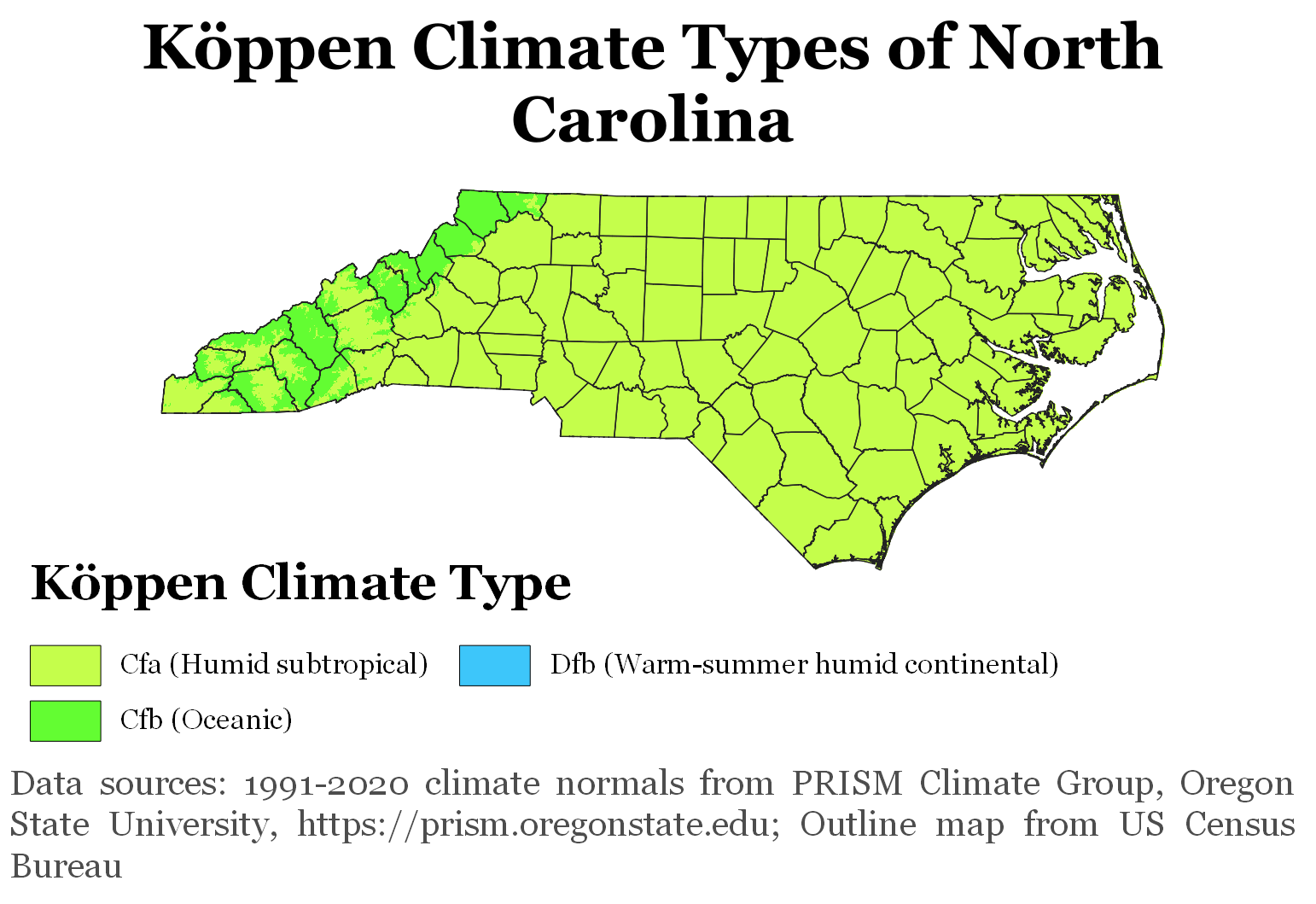
Tipos climáticos Köppen de Carolina del Norte, utilizando las normales climáticas de 1991-2020.

El clima de Carolina del Norte varía considerablemente desde la costa atlántica en el este hasta los montes Apalaches en el oeste. Las montañas actúan a menudo como «escudo», impidiendo que las bajas temperaturas y las tormentas procedentes de Canadá y el Medio Oeste penetren en el Piamonte y la Llanura Costera de Carolina del Norte.
La mayor parte del estado tiene un clima subtropical húmedo (clasificación climática de Köppen), excepto en las elevaciones más altas de los Apalaches, que tienen un clima subtropical de tierras altas (Köppen Cfb).
Las zonas de rusticidad del USDA para el estado van desde la zona 5B (-15 °F a -10 °F) en las montañas hasta la zona 9A (20 °F a 25 °F) a lo largo de las zonas más orientales de la costa.
En la mayoría de las zonas de Carolina del Norte, las temperaturas diurnas en julio son de aproximadamente 32 °C (90 °F). En enero, las temperaturas diurnas medias pueden variar ampliamente en todo el estado, desde aproximadamente 4 °C (40 °F) en las zonas más elevadas de los Apalaches, cerca de 10 °C (50 °F) en la región del Piamonte, hasta alrededor de 16 °C (60 °F) a lo largo de las zonas costeras del sureste del estado.

## Precipitaciones
Llueve una media de 45 pulgadas al año (50 pulgadas en las regiones montañosas). Las tormentas de julio son responsables de gran parte de estas precipitaciones. Hasta el 15% de las precipitaciones durante la estación cálida en Carolina del Norte pueden atribuirse a ciclones tropicales. En las montañas occidentales suele nevar entre noviembre y marzo. Los vientos húmedos del suroeste dejan caer una media de 2.000 mm de precipitaciones en la vertiente occidental de las montañas, mientras que en las laderas orientadas al noreste la media es menos de la mitad.
| Precipitaciones medias mensuales |                         |                         |                         |                        |                         |                         |                         |                         |                         |                         |                         |                         |                           |
| Ciudad                           | Ene                     | Feb                     | Mar                     | Abr                    | May                     | Jun                     | Jul                     | Ago                     | Sep                     | Oct                     | Nov                     | Dic                     | Total                     |
| Asheville                        | 2,6 pulgadas (66,0 mm)  | 3,1 pulgadas (78,7 mm)  | 4 pulgadas (101,6 mm)   | 3,3 pulgadas (83,8 mm) | 2,9 pulgadas (73,7 mm)  | 3,5 pulgadas (88,9 mm)  | 3,4 pulgadas (86,4 mm)  | 4 pulgadas (101,6 mm)   | 3,1 pulgadas (78,7 mm)  | 2,7 pulgadas (68,6 mm)  | 2,6 pulgadas (66,0 mm)  | 2,7 pulgadas (68,6 mm)  | 38,1 pulgadas (967,7 mm)  |
| Cape Hatteras                    | 5,6 pulgadas (142,2 mm) | 4,1 pulgadas (104,1 mm) | 4,6 pulgadas (116,8 mm) | 3,2 pulgadas (81,3 mm) | 3,8 pulgadas (96,5 mm)  | 4,2 pulgadas (106,7 mm) | 4,9 pulgadas (124,5 mm) | 6,4 pulgadas (162,6 mm) | 5,3 pulgadas (134,6 mm) | 5,3 pulgadas (134,6 mm) | 4,9 pulgadas (124,5 mm) | 4,5 pulgadas (114,3 mm) | 56,9 pulgadas (1445,3 mm) |
| Charlotte                        | 3,7 pulgadas (94,0 mm)  | 3,7 pulgadas (94,0 mm)  | 4,6 pulgadas (116,8 mm) | 3 pulgadas (76,2 mm)   | 3,6 pulgadas (91,4 mm)  | 3,5 pulgadas (88,9 mm)  | 3,8 pulgadas (96,5 mm)  | 4,1 pulgadas (104,1 mm) | 3,3 pulgadas (83,8 mm)  | 3,2 pulgadas (81,3 mm)  | 3,1 pulgadas (78,7 mm)  | 3,3 pulgadas (83,8 mm)  | 43 pulgadas (1092,2 mm)   |
| Greensboro                       | 3,1 pulgadas (78,7 mm)  | 3 pulgadas (76,2 mm)    | 3,7 pulgadas (94,0 mm)  | 3,6 pulgadas (91,4 mm) | 3,4 pulgadas (86,4 mm)  | 3,7 pulgadas (94,0 mm)  | 4,5 pulgadas (114,3 mm) | 3,9 pulgadas (99,1 mm)  | 4,2 pulgadas (106,7 mm) | 3,1 pulgadas (78,7 mm)  | 3,1 pulgadas (78,7 mm)  | 3 pulgadas (76,2 mm)    | 42,2 pulgadas (1071,9 mm) |
| Raleigh                          | 3,5 pulgadas (88,9 mm)  | 3,5 pulgadas (88,9 mm)  | 3,7 pulgadas (94,0 mm)  | 2,8 pulgadas (71,1 mm) | 3,8 pulgadas (96,5 mm)  | 3,6 pulgadas (91,4 mm)  | 4,4 pulgadas (111,8 mm) | 4,4 pulgadas (111,8 mm) | 3,1 pulgadas (78,7 mm)  | 3 pulgadas (76,2 mm)    | 2,9 pulgadas (73,7 mm)  | 3,1 pulgadas (78,7 mm)  | 41,8 pulgadas (1061,7 mm) |
| Wilmington                       | 3,6 pulgadas (91,4 mm)  | 3,5 pulgadas (88,9 mm)  | 4,3 pulgadas (109,2 mm) | 2,9 pulgadas (73,7 mm) | 4,3 pulgadas (109,2 mm) | 5,4 pulgadas (137,2 mm) | 7,9 pulgadas (200,7 mm) | 7 pulgadas (177,8 mm)   | 5,6 pulgadas (142,2 mm) | 3,3 pulgadas (83,8 mm)  | 3,3 pulgadas (83,8 mm)  | 3,5 pulgadas (88,9 mm)  | 55 pulgadas (1397,0 mm)   |

### Nieve

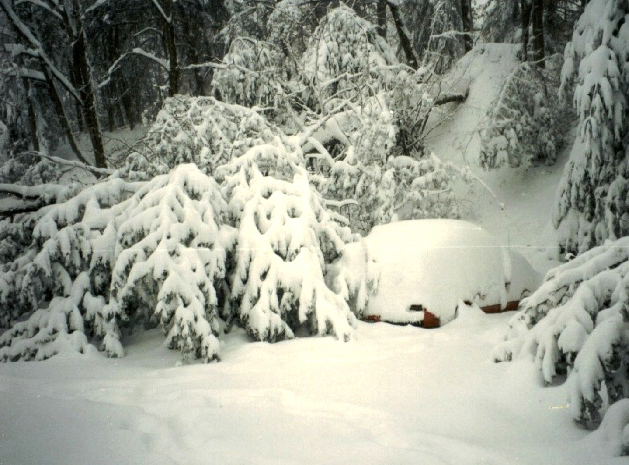
Árbol derribado en Asheville (Carolina del Norte) por la nevada de la Tormenta del Siglo de 1993.

La nieve en Carolina del Norte se ve con regularidad en las montañas. Carolina del Norte tiene una media de 130 mm de nieve por temporada invernal. Sin embargo, esta cifra varía mucho de un estado a otro. A lo largo de la costa, la mayoría de las zonas registran menos de 51 mm (2 pulgadas) al año, mientras que la capital del estado, Raleigh, tiene una media de 150 mm (6 pulgadas). Más al oeste, en la cordillera del Piamonte, la media alcanza aproximadamente las 9 pulgadas (230 mm). La zona de Charlotte tiene una media de 130 mm. La ciudad de Boone, Carolina del Norte, situada a una altitud de 3.333 pies en la parte noroeste del estado, recibe una media anual de casi 25 pulgadas (635 mm) de nieve. Las montañas del oeste actúan como barrera, impidiendo que la mayoría de las tormentas de nieve entren en el Piamonte. Cuando la nieve logra atravesar las montañas, suele ser escasa y rara vez permanece en el suelo más de dos o tres días. Sin embargo, varias tormentas han dejado caer 460 mm (18 pulgadas) o más de nieve en zonas normalmente cálidas. La Tormenta del Siglo de 1993, que duró del 11 al 15 de marzo, afectó a lugares desde Canadá hasta América Central, y trajo una nevada excepcionalmente intensa a Carolina del Norte. Newfound Gap recibió más de 36 pulgadas (0,91 m) de nieve con ventisqueros de más de 5 pies (1,5 m), mientras que Monte Mitchell midió más de 4 pies (1,2 m) de nieve con ventisqueros de 14 pies (4,3 m). La mayor parte de la parte noroeste del estado recibió entre 2 pies (0,61 m) y 3 pies (0,91 m) de nieve.
Otra nevada importante afectó a la zona de Raleigh en enero de 2000, cuando cayeron más de 20 pulgadas (510 mm) de nieve. También hubo una fuerte nevada de 18 pulgadas (460 mm) que afectó a la zona de Wilmington los días 22 y 23 de diciembre de 1989. Esta tormenta sólo afectó a la costa sureste de EE. UU., tan al sur como Savannah, Georgia, con poca o ninguna nieve medida al oeste de la I-95. La mayoría de las grandes nevadas que afectan a las zonas al este de las montañas proceden de ciclones extratropicales que se aproximan desde el sur a través de Georgia y Carolina del Sur y se desplazan frente a la costa de Carolina del Norte o del Sur. Estas tormentas suelen arrojar humedad del Golfo o del Atlántico sobre aire frío del Ártico a ras de suelo, normalmente impulsado hacia el sur desde las altas presiones árticas sobre los estados del noreste o de Nueva Inglaterra. Si las tormentas se desplazan lo suficiente hacia el este, la nieve se limitará a la parte oriental del estado (como ocurrió con la tormenta del 22 y 23 de diciembre de 1989 y la del 4 de enero de 2018, que dejó caer 10 centímetros en el cabo Hatteras, pero prácticamente nada de nieve en las localidades del interior de Carolina del Norte). Si los ciclones viajan cerca de la costa, el aire caliente será arrastrado hacia el este de Carolina del Norte debido al aumento del flujo del Océano Atlántico más suave, trayendo una línea de lluvia / nieve bien hacia el interior con nieve pesada restringida al Piamonte, estribaciones y montañas, como con la tormenta del 22 de enero de 1987, que dejó caer 6 pulgadas en Charlotte. Si la tormenta se adentra en el este de Carolina del Norte, la línea de lluvia/nieve se extiende entre Raleigh y Greensboro.
| Media mensual de nevadas |                        |                        |                       |                       |     |     |     |     |     |     |                       |                       |                         |
| Ciudad                   | Ene                    | Feb                    | Mar                   | Abr                   | May | Jun | Jul | Ago | Sep | Oct | Nov                   | Dic                   | Total                   |
| Asheville                | 4,6 pulgadas (11,7 cm) | 4,6 pulgadas (11,7 cm) | 3 pulgadas (7,6 cm)   | 0,7 pulgadas (1,8 cm) | -   | -   | -   | -   | -   | -   | 0,7 pulgadas (1,8 cm) | 2 pulgadas (5,1 cm)   | 15,6 pulgadas (39,6 cm) |
| Cape Hatteras            | 0,4 pulgadas (1 cm)    | 0,6 pulgadas (1,5 cm)  | 0,4 pulgadas (1 cm)   | -                     | -   | -   | -   | -   | -   | -   | -                     | 0,6 pulgadas (1,5 cm) | 2 pulgadas (5,1 cm)     |
| Charlotte                | 2 pulgadas (5,1 cm)    | 1,7 pulgadas (4,3 cm)  | 1,2 pulgadas (3 cm)   | -                     | -   | -   | -   | -   | -   | -   | 0,1 pulgadas (0,3 cm) | 0,5 pulgadas (1,3 cm) | 5,5 pulgadas (14,0 cm)  |
| Greensboro               | 3,4 pulgadas (8,6 cm)  | 2,4 pulgadas (6,1 cm)  | 0,8 pulgadas (2 cm)   | -                     | -   | -   | -   | -   | -   | -   | 0,1 pulgadas (0,3 cm) | 0,8 pulgadas (2 cm)   | 7,5 pulgadas (19,1 cm)  |
| Raleigh                  | 2,2 pulgadas (5,6 cm)  | 2,6 pulgadas (6,6 cm)  | 1,3 pulgadas (3,3 cm) | -                     | -   | -   | -   | -   | -   | -   | 0,1 pulgadas (0,3 cm) | 0,8 pulgadas (2 cm)   | 7 pulgadas (17,8 cm)    |
| Wilmington               | 0,4 pulgadas (1 cm)    | 0,5 pulgadas (1,3 cm)  | 0,4 pulgadas (1 cm)   | -                     | -   | -   | -   | -   | -   | -   | -                     | 0,6 pulgadas (1,5 cm) | 1,9 pulgadas (4,8 cm)   |

## Ciclones tropicales

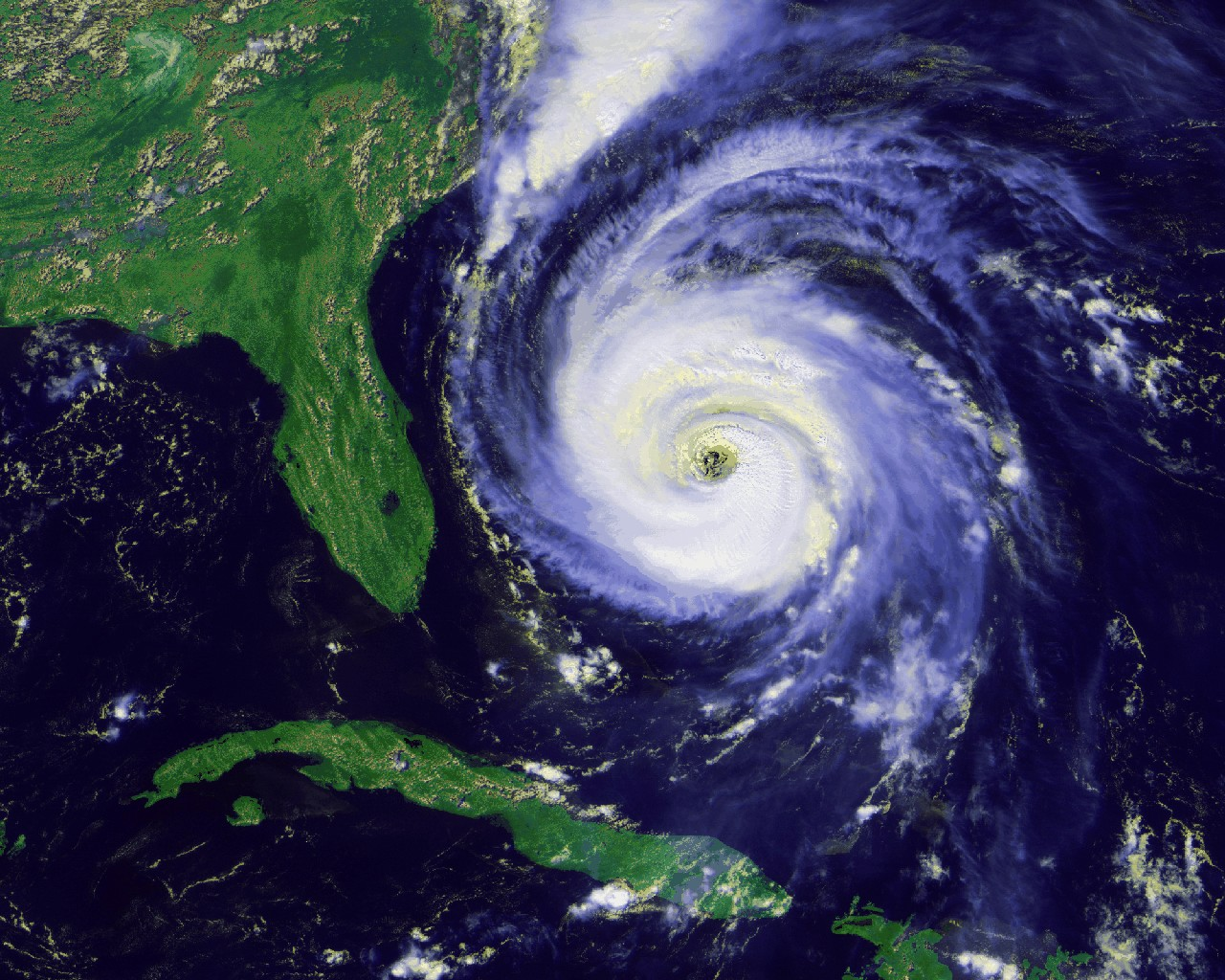
Huracán Fran

Situados a lo largo de la costa atlántica, muchos huracanes que suben del mar Caribe recorren la costa este de Estados Unidos, pasando por Carolina del Norte.
El 15 de octubre de 1954, el huracán Hazel azotó Carolina del Norte, en aquel momento era un huracán de categoría 4 dentro de la escala de huracanes de Saffir-Simpson. Hazel causó importantes daños debido a sus fuertes vientos. Una estación meteorológica en Oak Island informó de vientos máximos sostenidos de 140 millas por hora (230 km/h), mientras que en Raleigh se midieron vientos de 90 millas por hora (140 km/h). El huracán causó 19 muertos e importantes destrozos. Una persona de Long Beach afirmó que «de los 357 edificios que había en la ciudad, 352 quedaron totalmente destruidos y los otros cinco dañados». Hazel fue descrita como «la tormenta más destructiva de la historia de Carolina del Norte» en un informe de 1989. Hazel sigue siendo el único huracán de categoría 4 que ha tocado tierra en Carolina del Norte.
En 1996, el huracán Fran tocó tierra en Carolina del Norte como huracán de categoría 3. Fran causó importantes daños por viento e inundaciones. Los vientos máximos sostenidos de Fran fueron de 185 km/h, y en la costa de Carolina del Norte se produjeron marejadas de 2,4 m a 3,7 m sobre el nivel del mar. La cuantía de los daños causados por Fran osciló entre 1.275 y 2.000 millones de dólares en Carolina del Norte.

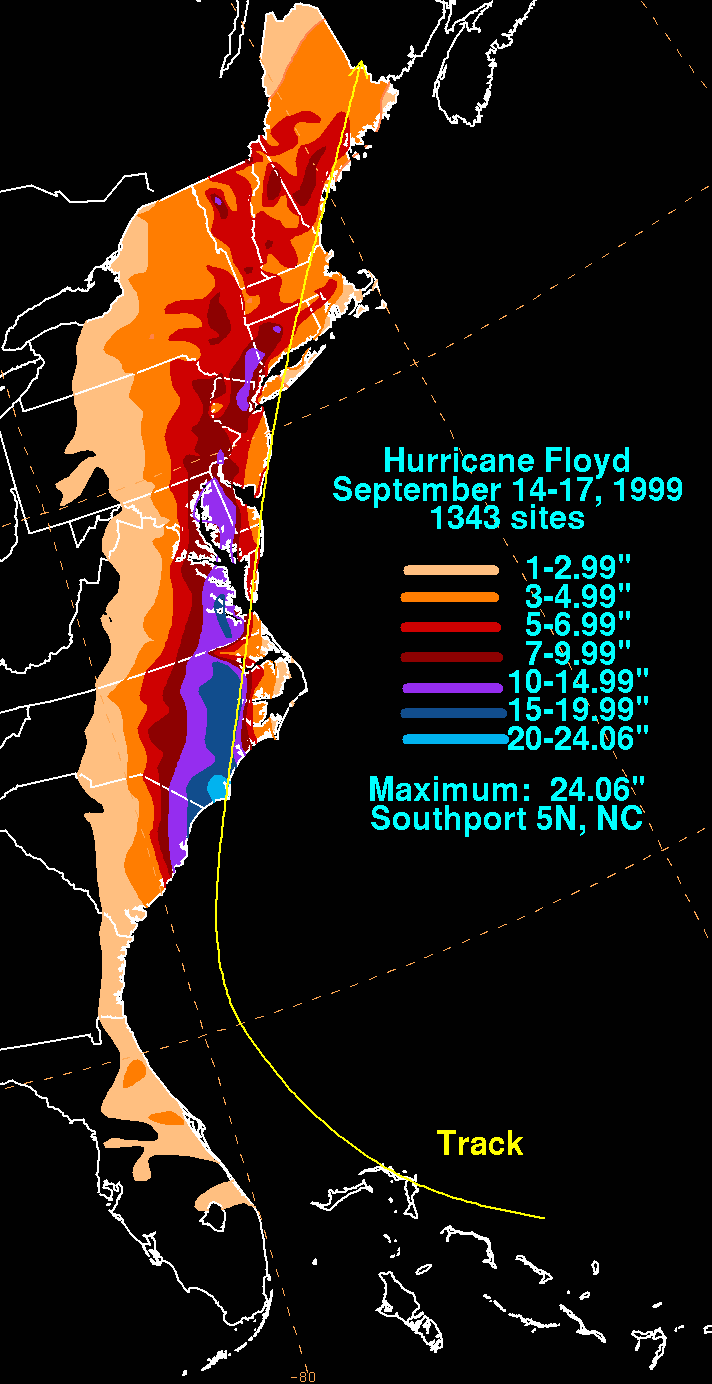
Lluvias provocadas por el huracán Floyd en 1999

En 2018, el huracán Florence tocó tierra en Carolina del Norte como huracán de categoría 1. A pesar de ser un huracán de categoría baja al tocar tierra en términos de velocidad del viento, el lento movimiento de Florence antes y después de tocar tierra contribuyó a la persistencia destructiva de bandas de lluvia sobre Carolina del Norte entre Wilmington y Elizabethtown. La formación de bandas de lluvia sobre las mismas zonas dio lugar a una franja de acumulaciones de lluvia superiores a 30 pulgadas (760 mm), y los totales de lluvia superaron las 10 pulgadas (250 mm) en gran parte del sureste y el centro-sur de Carolina del Norte. Un total máximo de precipitación de 35,93 pulgadas (913 mm) se registró alrededor de 7 millas (11 km) al noroeste de Elizabethtown, estableciendo un nuevo récord estatal para la mayor acumulación de precipitación resultante de un ciclón tropical. El huracán también produjo 27 tornados a través de Carolina del Norte. Los daños en todo el estado alcanzaron un estimado de US$ 17 mil millones, más que el daño combinado del huracán Floyd y el huracán Matthew en el estado, según el gobernador Roy Cooper. Las pérdidas estimadas por las aseguradoras en Carolina del Norte oscilaron entre 2.800 y 5.000 millones de dólares. Se calcula que las inundaciones provocadas por el huracán dañaron unas 75.000 estructuras, muchas de las cuales ya habían sido dañadas por el huracán Matthew dos años antes.
En 2024, Carolina del Norte se vio gravemente afectada por el huracán Helene, principalmente en la región occidental de los Apalaches, que causó más de 100 muertes y una importante destrucción de infraestructuras y zonas residenciales en varios condados. Tras tocar tierra en la región del Big Bend de Florida el 27 de septiembre, el huracán comenzó a atravesar Georgia como huracán de categoría 2 y se adentró en la cordillera de los Apalaches como una fuerte tormenta tropical, provocando lluvias récord en docenas de comunidades del oeste de Carolina del Norte, como Asheville, Boone, Chimney Rock, Lake Lure, Lansing, Montreat y Swannanoa.
Como consecuencia de las lluvias históricas, varios ríos de la región se desbordaron e inundaron comunidades enteras, destruyendo viviendas e infraestructuras y cortando los servicios de electricidad y comunicaciones en varios condados durante periodos prolongados. Además, se rompieron varias presas y se produjeron corrimientos de tierra en toda la región, lo que agravó los daños existentes.
Según el meteorólogo Ben Noll, el huracán Helene liberó casi 1,5 veces más humedad en el oeste de Carolina del Norte que en cualquier otro fenómeno anterior registrado en la región, con una cantidad integrada de transporte de vapor estimada en ~3.000 kilogramos por metro y por segundo. Helene superó el récord anterior de 1.883 kg/m/s. La cantidad de humedad y precipitaciones depositadas en la región se consideró excepcional debido a su ubicación en el interior, lejos de la costa este y la costa del Golfo.
La Oficina Estatal del Clima de Carolina del Norte, situada en la Universidad Estatal de Carolina del Norte, informó de que su estación meteorológica de Monte Mitchell había registrado 620 mm de precipitaciones y calificó el total de «fuera de serie», comparándolo con los 420 mm de precipitaciones de una inundación que se produce una vez cada 1.000 años en la zona. El aeropuerto regional de Asheville registró 492 mm de precipitaciones antes de que se produjera un fallo en las comunicaciones. Una estación meteorológica del Servicio Forestal de Carolina del Norte registró la recepción de 31,33 in (796 mm) de lluvia entre el 25 y el 27 de septiembre, lo que requirió una verificación posterior.

### Lluvias
Las fuertes lluvias acompañan a los ciclones tropicales y sus remanentes que se desplazan hacia el noreste desde la costa del Golfo de México, así como hacia el interior desde el océano Atlántico subtropical occidental. En los últimos 30 años, el ciclón tropical más lluvioso que azotó el estado fue el huracán Florence en septiembre de 2018, que dejó caer más de 35 pulgadas (890 mm) de precipitaciones al noroeste de Elizabethtown. Durante los huracanes Hazel y Fran, la principal fuerza de destrucción provino de las precipitaciones. Antes de que el huracán Floyd llegara a Carolina del Norte, el estado ya había recibido grandes cantidades de lluvia del huracán Dennis menos de dos semanas antes de Floyd. Esto saturó gran parte del suelo del oeste de Carolina del Norte y permitió que las fuertes lluvias del huracán Floyd se convirtieran en inundaciones. Más de 35 personas murieron a causa de Floyd. En las montañas, el huracán Frances de septiembre de 2004 fue casi igual de lluvioso, con más de 23 pulgadas (580 mm) de precipitaciones en Monte Mitchell.

## Condiciones meteorológicas extremas

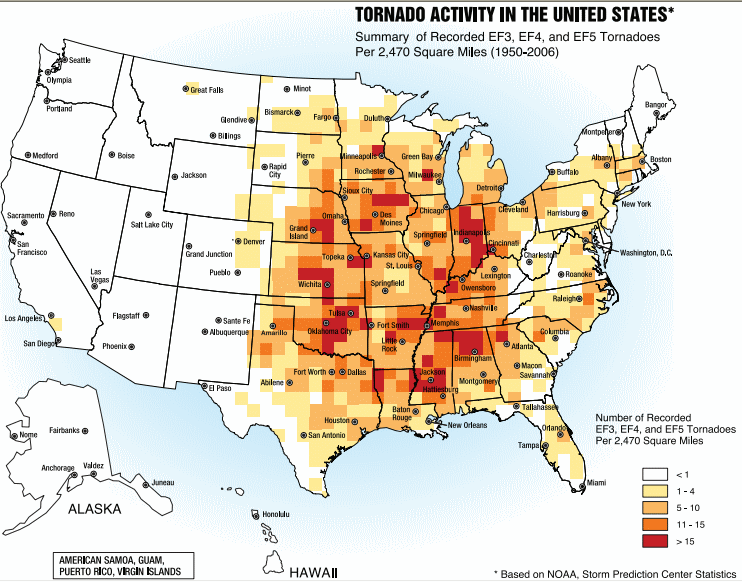
Actividad de los tornados en Estados Unidos

En la mayoría de los años, las mayores pérdidas económicas relacionadas con la meteorología en Carolina del Norte se deben al mal tiempo provocado por las tormentas de verano. Estas tormentas afectan a zonas limitadas, y su granizo y viento suponen una pérdida media anual de más de 5 millones de dólares.
Carolina del Norte registra una media de 31 tornados al año, siendo mayo el mes con más tornados, con una media de 5. Los meses de junio, julio y agosto registran una media de 3 tornados. Junio, julio y agosto tienen una media de 3 tornados. La media en septiembre aumenta ligeramente, con una media de 4. Desde septiembre hasta principios de noviembre, Carolina del Norte puede experimentar episodios meteorológicos más pequeños pero severos. Mientras que la temporada de tiempo severo normalmente se extiende de marzo a mayo, los tornados han tocado tierra en Carolina del Norte en todos los meses del año. El 28 de noviembre de 1988, un tornado F4 de madrugada atravesó el noroeste de Raleigh, continuando 84 millas más allá, matando a 4 personas e hiriendo a 157. El 6 de febrero de 2020, fuertes tormentas azotaron Carolina del Norte, con un tornado que comenzó en el condado de Rowan, al norte de Charlotte. A medida que se desplazaba hacia el norte, la velocidad del viento aumentó hasta los 50 kilómetros por hora. A las 16:00 hora local, 100.000 personas estaban sin electricidad y había alertas de inundaciones repentinas en gran parte de la zona debido a las fuertes lluvias. Tras el suceso inicial, se mantuvo una alerta de inundación hasta el 13 de febrero como consecuencia de la saturación del terreno.

## Cambios

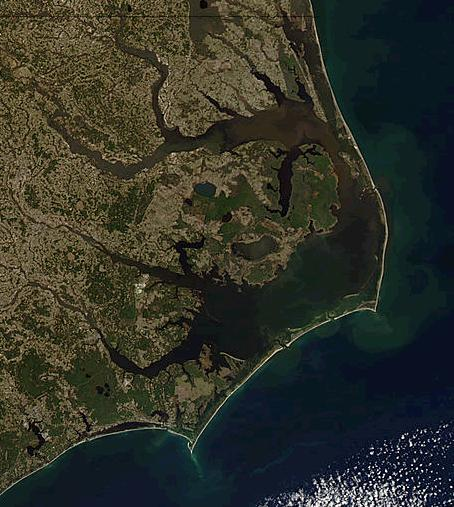
Gran parte de los bancos interiores y exteriores de Carolina del Norte podrían quedar al nivel del mar o por debajo.

Se prevé que la línea costera de Carolina del Norte se eleve entre un metro y un metro y medio en el próximo siglo debido a una combinación de calentamiento de los océanos, deshielo y hundimiento del terreno. Las temperaturas en Carolina del Norte han aumentado desde la Revolución Industrial. En los últimos 100 años, la temperatura media en Chapel Hill ha subido 0,7 °C (1,2 °F) y las precipitaciones en algunas partes del estado han aumentado un 5 por ciento. Alrededor del año 2080, «es probable que las temperaturas superen los 95 °F aproximadamente entre 20 y 40 días al año en la mayor parte del estado, en comparación con unos 10 días al año» en 2016.

## Condiciones estacionales

### Invierno
En invierno, Carolina del Norte está algo protegida por los montes Apalaches al oeste. La intensidad de los frentes fríos procedentes de Canadá suele verse reducida por las montañas. Sin embargo, ocasionalmente puede desplazarse aire frío desde el norte o el noreste, al este de los Apalaches, procedente de sistemas de alta presión árticos que se asientan sobre los estados del noreste o Nueva Inglaterra. Otros focos polares y árticos pueden atravesar las montañas y obligar a bajar las temperaturas hasta unos 12 °F (-11 °C) en el centro de Carolina del Norte. Aun así, las temperaturas por debajo de cero grados Fahrenheit son extremadamente raras fuera de las montañas. La temperatura más fría jamás registrada en Carolina del Norte fue de -34 °F (-37 °C) el 21 de enero de 1985, en Monte Mitchell. Las temperaturas invernales en la costa son más suaves debido a la influencia del calentamiento del océano Atlántico y la corriente del Golfo. La temperatura media del océano en Southport en enero sigue siendo más alta que la temperatura media del océano en Maine durante el mes de julio. La nieve es común en las montañas, aunque muchas estaciones de esquí utilizan equipos de fabricación de nieve para asegurarse de que siempre haya nieve en sus terrenos. La humedad relativa de Carolina del Norte es más alta en invierno.

### Primavera
Los tornados son más probables en primavera. Importantes brotes de tornados afectaron a partes del este de Carolina del Norte el 28 de marzo de 1984 y el 16 de abril de 2011. El mes de mayo experimenta el mayor aumento de las temperaturas. Durante la primavera, hay días cálidos y noches frescas en el Piamonte. Las temperaturas son algo más frescas en las montañas y más cálidas, sobre todo por la noche, cerca de la costa. La humedad de Carolina del Norte es más baja en primavera.

### Verano

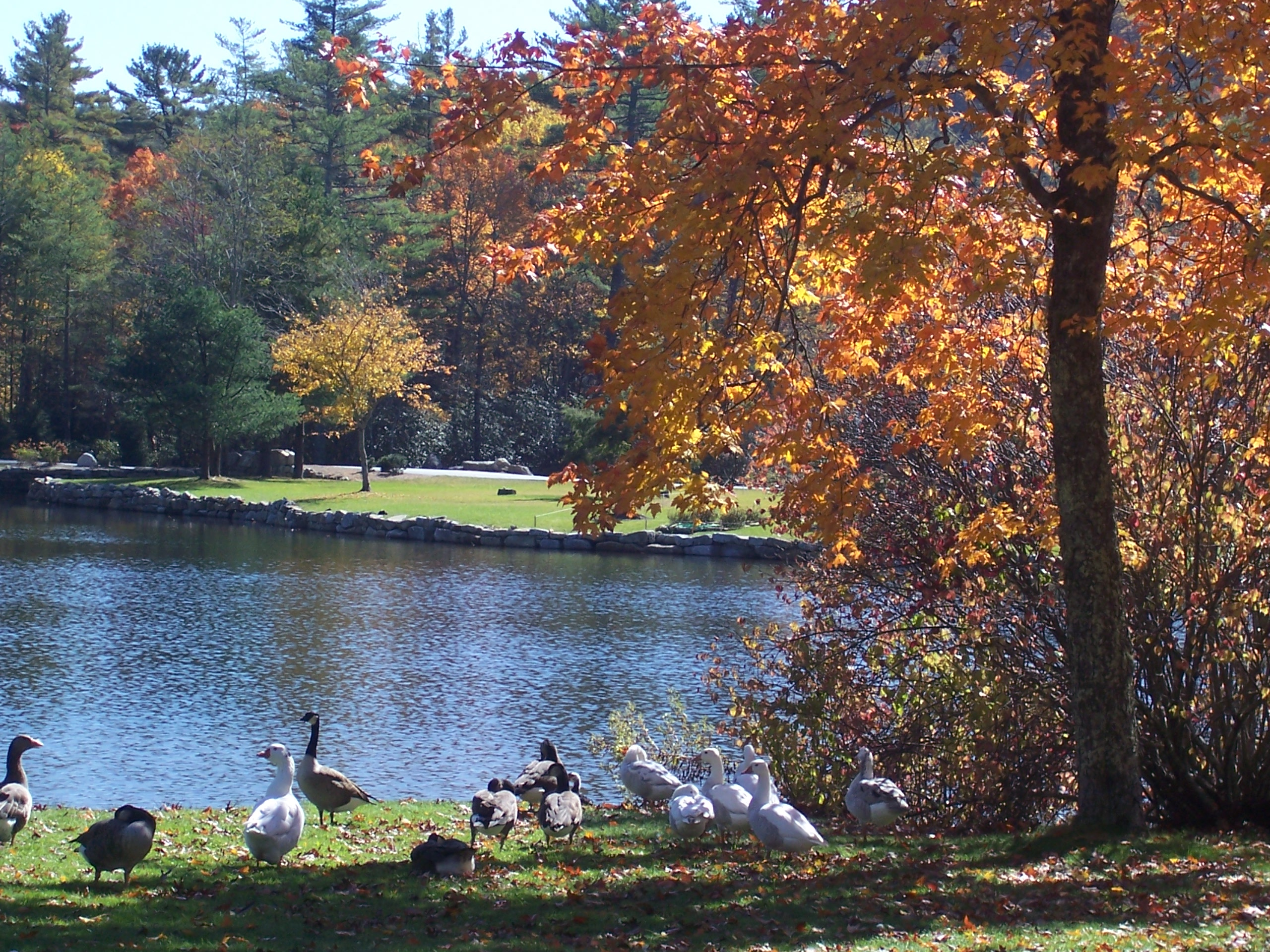
Lago Harris en Highlands, Carolina del Norte, durante el otoño

Carolina del Norte experimenta altas temperaturas estivales. A veces, el aire frío y seco del norte invade Carolina del Norte durante breves periodos de tiempo, con una rápida recuperación de las temperaturas. Sigue siendo más frío en las zonas altas, con una temperatura media en verano de 20 °C (68 °F) en Monte Mitchell. Las temperaturas matinales son de media 20 °F (12 °C) más bajas que las vespertinas, excepto a lo largo de la costa atlántica. La mayor pérdida económica por inclemencias meteorológicas en Carolina del Norte se debe a las fuertes tormentas de verano, aunque normalmente sólo afectan a pequeñas áreas. Los ciclones tropicales también pueden afectar al estado durante el verano. Las nieblas también son frecuentes en verano.

### Otoño
El otoño es la estación en la que las temperaturas cambian más rápidamente, sobre todo en octubre y noviembre. Los ciclones tropicales siguen siendo una amenaza hasta finales de la estación. Los montes Apalaches se visitan con frecuencia en esta época del año, debido al cambio de color de las hojas de los árboles.

### Oscilación meridional
Durante los episodios de El Niño, las temperaturas invernales y de principios de primavera son más frías que la media, con precipitaciones superiores a la media en las zonas central y oriental del estado y tiempo más seco en la parte occidental. La Niña suele traer temperaturas más cálidas que la media con precipitaciones superiores a la media en la parte occidental del estado, mientras que las regiones central y costera permanecen más secas que la media.

## Datos climáticos
| Lugar         | Ene   | Feb   | Mar   | Abr   | May   | Jun   | Jul   | Ago   | Sep   | Oct   | Nov   | Dic   |
| ------------- | ----- | ----- | ----- | ----- | ----- | ----- | ----- | ----- | ----- | ----- | ----- | ----- |
| Asheville     | 46/26 | 50/28 | 58/35 | 66/42 | 74/51 | 80/58 | 83/63 | 82/62 | 76/55 | 67/43 | 57/35 | 49/29 |
| Cape Hatteras | 54/39 | 55/39 | 60/44 | 68/52 | 75/60 | 82/68 | 85/73 | 85/72 | 81/68 | 73/59 | 65/50 | 57/43 |
| Charlotte     | 51/32 | 56/34 | 64/42 | 73/49 | 80/58 | 87/66 | 90/71 | 88/69 | 82/63 | 73/51 | 63/42 | 54/35 |
| Greensboro    | 47/28 | 52/31 | 60/38 | 70/46 | 77/55 | 84/64 | 88/68 | 86/67 | 79/60 | 70/48 | 60/39 | 51/31 |
| Raleigh       | 50/30 | 54/32 | 62/39 | 72/46 | 79/55 | 86/64 | 89/68 | 87/67 | 81/61 | 72/48 | 62/40 | 53/33 |
| Wilmington    | 56/36 | 60/38 | 66/44 | 74/51 | 81/60 | 86/68 | 90/72 | 88/71 | 84/66 | 76/54 | 68/45 | 60/38 |

| Parámetros climáticos promedio de Charlotte (Köppen Cfa) | Parámetros climáticos promedio de Charlotte (Köppen Cfa) | Parámetros climáticos promedio de Charlotte (Köppen Cfa) | Parámetros climáticos promedio de Charlotte (Köppen Cfa) | Parámetros climáticos promedio de Charlotte (Köppen Cfa) | Parámetros climáticos promedio de Charlotte (Köppen Cfa) | Parámetros climáticos promedio de Charlotte (Köppen Cfa) | Parámetros climáticos promedio de Charlotte (Köppen Cfa) | Parámetros climáticos promedio de Charlotte (Köppen Cfa) | Parámetros climáticos promedio de Charlotte (Köppen Cfa) | Parámetros climáticos promedio de Charlotte (Köppen Cfa) | Parámetros climáticos promedio de Charlotte (Köppen Cfa) | Parámetros climáticos promedio de Charlotte (Köppen Cfa) | Parámetros climáticos promedio de Charlotte (Köppen Cfa) |
| Mes                                                      | Ene.                                                     | Feb.                                                     | Mar.                                                     | Abr.                                                     | May.                                                     | Jun.                                                     | Jul.                                                     | Ago.                                                     | Sep.                                                     | Oct.                                                     | Nov.                                                     | Dic.                                                     | Anual                                                    |
| -------------------------------------------------------- | -------------------------------------------------------- | -------------------------------------------------------- | -------------------------------------------------------- | -------------------------------------------------------- | -------------------------------------------------------- | -------------------------------------------------------- | -------------------------------------------------------- | -------------------------------------------------------- | -------------------------------------------------------- | -------------------------------------------------------- | -------------------------------------------------------- | -------------------------------------------------------- | -------------------------------------------------------- |
| Temp. máx. abs. (°C)                                     | 26.1                                                     | 27.8                                                     | 32.8                                                     | 35.6                                                     | 36.7                                                     | 40                                                       | 40                                                       | 40                                                       | 40                                                       | 37.2                                                     | 29.4                                                     | 26.7                                                     | 40                                                       |
| Temp. máx. media (°C)                                    | 11.3                                                     | 13.7                                                     | 17.9                                                     | 22.9                                                     | 26.7                                                     | 30.5                                                     | 32.4                                                     | 31.4                                                     | 28.2                                                     | 22.9                                                     | 17.2                                                     | 12.7                                                     | 22.3                                                     |
| Temp. media (°C)                                         | 5.6                                                      | 7.6                                                      | 11.5                                                     | 16.2                                                     | 20.6                                                     | 24.8                                                     | 26.7                                                     | 25.9                                                     | 22.6                                                     | 16.6                                                     | 10.8                                                     | 7.1                                                      | 16.3                                                     |
| Temp. mín. media (°C)                                    | -0.1                                                     | 1.6                                                      | 5.1                                                      | 9.5                                                      | 14.4                                                     | 19                                                       | 21.1                                                     | 20.4                                                     | 17                                                       | 10.2                                                     | 4.3                                                      | 1.4                                                      | 10.3                                                     |
| Temp. mín. abs. (°C)                                     | -20.6                                                    | -20.6                                                    | -15.6                                                    | -6.1                                                     | 0                                                        | 7.2                                                      | 11.7                                                     | 10                                                       | 3.3                                                      | -4.4                                                     | -11.7                                                    | -20.6                                                    | '                                                        |
| Precipitación total (mm)                                 | 88.6                                                     | 79.5                                                     | 100.3                                                    | 97.5                                                     | 85.3                                                     | 101.3                                                    | 95                                                       | 110.5                                                    | 94.2                                                     | 80.3                                                     | 84.1                                                     | 90.7                                                     | 1107.4                                                   |
| Nevadas (cm)                                             | 4.1                                                      | 2.8                                                      | 0.8                                                      | 0                                                        | 0                                                        | 0                                                        | 0                                                        | 0                                                        | 0                                                        | 0                                                        | 0.3                                                      | 1                                                        | 8.9                                                      |
| Días de precipitaciones (≥ 0.01 in)                      | 10.3                                                     | 9.7                                                      | 10.2                                                     | 9.0                                                      | 9.5                                                      | 10.6                                                     | 10.5                                                     | 10.1                                                     | 7.7                                                      | 7.1                                                      | 8.1                                                      | 9.6                                                      | 112.4                                                    |
| Días de nevadas (≥ 0.1 in)                               | 0.9                                                      | 0.5                                                      | 0.2                                                      | 0.0                                                      | 0.0                                                      | 0.0                                                      | 0.0                                                      | 0.0                                                      | 0.0                                                      | 0.0                                                      | 0.0                                                      | 0.3                                                      | 1.9                                                      |
| Horas de sol                                             | 173.3                                                    | 180.3                                                    | 234.8                                                    | 269.6                                                    | 292.1                                                    | 289.2                                                    | 290.0                                                    | 272.9                                                    | 241.4                                                    | 230.5                                                    | 178.4                                                    | 168.5                                                    | 2821                                                     |
| Humedad relativa (%)                                     | 65.7                                                     | 61.8                                                     | 61.5                                                     | 59.3                                                     | 66.9                                                     | 69.6                                                     | 72.2                                                     | 73.5                                                     | 73.3                                                     | 69.9                                                     | 67.6                                                     | 67.3                                                     | 67.4                                                     |
| [cita requerida]                                         |                                                          |                                                          |                                                          |                                                          |                                                          |                                                          |                                                          |                                                          |                                                          |                                                          |                                                          |                                                          |                                                          |

| Parámetros climáticos promedio de Raleigh (Köppen Cfa)               | Parámetros climáticos promedio de Raleigh (Köppen Cfa) | Parámetros climáticos promedio de Raleigh (Köppen Cfa) | Parámetros climáticos promedio de Raleigh (Köppen Cfa) | Parámetros climáticos promedio de Raleigh (Köppen Cfa) | Parámetros climáticos promedio de Raleigh (Köppen Cfa) | Parámetros climáticos promedio de Raleigh (Köppen Cfa) | Parámetros climáticos promedio de Raleigh (Köppen Cfa) | Parámetros climáticos promedio de Raleigh (Köppen Cfa) | Parámetros climáticos promedio de Raleigh (Köppen Cfa) | Parámetros climáticos promedio de Raleigh (Köppen Cfa) | Parámetros climáticos promedio de Raleigh (Köppen Cfa) | Parámetros climáticos promedio de Raleigh (Köppen Cfa) | Parámetros climáticos promedio de Raleigh (Köppen Cfa) |
| Mes                                                                  | Ene.                                                   | Feb.                                                   | Mar.                                                   | Abr.                                                   | May.                                                   | Jun.                                                   | Jul.                                                   | Ago.                                                   | Sep.                                                   | Oct.                                                   | Nov.                                                   | Dic.                                                   | Anual                                                  |
| -------------------------------------------------------------------- | ------------------------------------------------------ | ------------------------------------------------------ | ------------------------------------------------------ | ------------------------------------------------------ | ------------------------------------------------------ | ------------------------------------------------------ | ------------------------------------------------------ | ------------------------------------------------------ | ------------------------------------------------------ | ------------------------------------------------------ | ------------------------------------------------------ | ------------------------------------------------------ | ------------------------------------------------------ |
| Temp. máx. abs. (°C)                                                 | 26.7                                                   | 28.9                                                   | 34.4                                                   | 35                                                     | 37.2                                                   | 40.6                                                   | 40.6                                                   | 40.6                                                   | 40                                                     | 37.8                                                   | 31.1                                                   | 27.2                                                   | 40.6                                                   |
| Temp. máx. media (°C)                                                | 11.1                                                   | 13.2                                                   | 17.4                                                   | 22.6                                                   | 26.7                                                   | 30.8                                                   | 32.7                                                   | 31.5                                                   | 28.1                                                   | 22.8                                                   | 17.2                                                   | 12.6                                                   | 22.2                                                   |
| Temp. media (°C)                                                     | 5.5                                                    | 7.2                                                    | 11                                                     | 16                                                     | 20.4                                                   | 24.8                                                   | 26.9                                                   | 26                                                     | 22.6                                                   | 16.5                                                   | 10.8                                                   | 7                                                      | 16.2                                                   |
| Temp. mín. media (°C)                                                | -0.1                                                   | 1.2                                                    | 4.6                                                    | 9.4                                                    | 14.3                                                   | 18.9                                                   | 21.2                                                   | 20.5                                                   | 17.1                                                   | 10.2                                                   | 4.4                                                    | 1.3                                                    | 10.2                                                   |
| Temp. mín. abs. (°C)                                                 | -22.8                                                  | -18.9                                                  | -11.7                                                  | -5                                                     | -1.7                                                   | 3.3                                                    | 8.9                                                    | 7.8                                                    | 2.8                                                    | -7.2                                                   | -11.7                                                  | -17.8                                                  | -22.8                                                  |
| Precipitación total (mm)                                             | 87.1                                                   | 70.6                                                   | 104.1                                                  | 89.7                                                   | 90.9                                                   | 98.8                                                   | 127.5                                                  | 119.6                                                  | 130.8                                                  | 85.6                                                   | 84.3                                                   | 86.1                                                   | 1170.2                                                 |
| Nevadas (cm)                                                         | 6.6                                                    | 3.6                                                    | 0.8                                                    | 0                                                      | 0                                                      | 0                                                      | 0                                                      | 0                                                      | 0                                                      | 0                                                      | 0.3                                                    | 2                                                      | 13.2                                                   |
| Días de precipitaciones (≥ 0.01 in)                                  | 10.1                                                   | 9.3                                                    | 10.7                                                   | 9.5                                                    | 9.9                                                    | 11.2                                                   | 11.7                                                   | 10.7                                                   | 9.0                                                    | 7.6                                                    | 8.2                                                    | 9.7                                                    | 117.6                                                  |
| Días de nevadas (≥ 0.1 in)                                           | 1.2                                                    | 1.2                                                    | 0.4                                                    | 0.0                                                    | 0.0                                                    | 0.0                                                    | 0.0                                                    | 0.0                                                    | 0.0                                                    | 0.0                                                    | 0.1                                                    | 0.5                                                    | 3.4                                                    |
| Horas de sol                                                         | 163.8                                                  | 173.1                                                  | 228.9                                                  | 250.7                                                  | 258.4                                                  | 267.7                                                  | 259.5                                                  | 239.6                                                  | 217.6                                                  | 215.4                                                  | 174.0                                                  | 157.6                                                  | 2606.3                                                 |
| Humedad relativa (%)                                                 | 66.5                                                   | 64.1                                                   | 63.0                                                   | 61.7                                                   | 71.1                                                   | 73.6                                                   | 76.0                                                   | 77.9                                                   | 77.1                                                   | 73.3                                                   | 69.1                                                   | 68.5                                                   | 70.2                                                   |
| Fuente n.º 1: NOAA (relative humidity, dew point, and sun 1961–1990) |                                                        |                                                        |                                                        |                                                        |                                                        |                                                        |                                                        |                                                        |                                                        |                                                        |                                                        |                                                        |                                                        |
| Fuente n.º 2: Weather Atlas (UV Index)                               |                                                        |                                                        |                                                        |                                                        |                                                        |                                                        |                                                        |                                                        |                                                        |                                                        |                                                        |                                                        |                                                        |